# Der Junge und das Biest
Der Junge und das Biest (jap. バケモノの子, Bakemono no Ko) ist ein Anime-Film aus dem Jahr 2015. Das Fantasy- und Actionabenteuer entstand nach dem Drehbuch und unter der Regie von Mamoru Hosoda. Der Film wurde beim Japanese Academy Award mit dem Preis für den besten Animationsfilm ausgezeichnet und als Manga adaptiert.

## Handlung
Nachdem die Mutter des neunjährigen Ren (蓮) gestorben ist, der nach der Scheidung der Eltern allein bei ihr lebte, soll er bei Pflegeeltern unterkommen. Denn sein Vater ist nicht aufzufinden. Doch dort will er nicht bleiben, reißt aus und geht nach Shibuya. Währenddessen entscheidet der Herrscher im Königreich der Biester (渋天街, jūtengai), sich zur Ruhe zu setzen und ein Gott zu werden. Seine möglichen Nachfolger sind der beliebte Iōzen, Vater zweier Kinder, und der starke Kumatetsu (熊徹), der allein lebt und faul ist. Der Herr der Biester (バケモノ, bakemono) rät Kumatetsu, einen Schüler zu finden, um für die Nachfolge bessere Chancen zu haben. Während dieser nun durch Tokio wandert, gemeinsam mit seinem Freund Tatara, trifft er Ren und will den Jungen zu seinem Schüler machen. Ren ist dagegen, folgt Kumatetsu aber zunächst aus Neugier, aber auch auf der Flucht vor der Polizei, in das Königreich der Biester. Doch allein kommt er nicht wieder zurück. Als er aber einen Kampf zwischen Iōzen und Kumatetsu beobachtet, ist er von Kumatetsus beeindruckt, da er trotz fehlender Unterstützung des Publikums nicht aufgibt. Schließlich feuert er Kumatetsu an, der jedoch verliert. Der eigentliche Kampf um die Nachfolge hat jedoch noch nicht begonnen.
Als seinen Schüler gibt Kumatetsu Ren einen neuen Namen: Kyūta (九太). Zunächst gelingt es ihm nicht, dem Jungen etwas beizubringen, da Kumatetsu nicht weiß wie man lehrt. Doch Kyūta merkt, wie er von dem Biest bei Alltagsarbeiten lernen kann, indem er ihn imitiert, und so gelingt ihm dies bald auch beim Kampftraining. Acht Jahre später ist Kyūta durch das Training zu einem erfahrenen Kendo-Kämpfer geworden. Und Kumatetsu ist nun nicht mehr allein, sondern hat nach Kyūta weitere Schüler gewonnen und ist ein gefragter Lehrer der Kampfkünste.
Schließlich gelingt es Kyūta durch Zufall, zurück in die Welt der Menschen zu kommen. Er lernt Kaede (楓) kennen, die ihm hilft das fehlende Schulwissen nachzuholen. Dabei erfährt er auch, dass sein Vater nach ihm sucht und sich mit ihm versöhnen möchte. Hin- und hergerissen zwischen seinem neuen Ich und dem Groll, den er aus seiner Kindheit gegen seinen Vater hegt, weist er sowohl ihn als auch Kumatetsu zurück. Ohne die beiden fühlt sich Kyūta nun einsam und es entsteht eine große Leere in ihm. Schließlich tröstet Kaede ihn und gibt ihm ein Armband, das auch ihr einst aus Verzweiflung heraus half.
Am Tag des Kampfes um die Nachfolge im Königreich der Biester hat Kumatetsu wenig Selbstvertrauen, da Kyūta ihn nicht unterstützt. Doch Kyūta ist heimlich anwesend und als er sich offenbart, kann Kumatetsu den Kampf für sich entscheiden. Als er zum Sieger und neuen Herrscher ausgerufen wird, zeigt sich Iōzens Sohn Ichirōhiko (一郎彦). Dieser ist in Wirklichkeit ein Mensch, der von Iōzen adoptiert wurde. Aus seinem Identitätskonflikt als Mensch unter Biestern entwickelte auch er eine Leere in sich und daraus starke telekinetische Fähigkeiten, die er nun gegen Kumatetsu einsetzt und ihn mit einem Schwert schwer verwundet. Doch Kyūta kann ihn mit Hilfe des Armbands von Kaede aufhalten. Ichirōhiko wird von seiner Leere aufgezehrt und verschwindet.
Kyūta entscheidet sich in die Welt der Menschen zurückzukehren, um gegen Ichirōhiko zu kämpfen wenn er wiederkehrt. Gemeinsam mit Kaede wird er dort von Ichirōhiko in der Form eines Wals angegriffen (da er Kyūtas aus der Bibliothek ausgeliehenes Buch Moby Dick entdeckt hat). Da ihm kein anderes Mittel bleibt, setzt Kyūta die Leere in ihm als Waffe ein. Sie wird die Energie seines Gegners aufsaugen, den Gegner und schließlich ihn selbst, sodass er sich für die anderen opfert. Doch Kumatetsu greift ein und verwandelt sich – jetzt da er Herrscher der Biester ist – in einen Gott in Form eines Schwertes. Er füllt die Leere in Kyūta aus und kämpft mit ihm als seine Waffe um den Gegner zu besiegen ohne ihn zu töten. Nachdem der Sieg in der Welt der Biester gefeiert wurde, kehrt Kyūta in die Welt der Menschen zurück. Hier versöhnt er sich mit seinem Vater und beginnt nach Zuspruch von Kaede ein Studium. Kumatetsu behält er in seinem Herzen. Ichirōhiko wacht bei seiner Adoptivfamilie wieder auf und akzeptiert seine Identität als unter Biestern aufgewachsener Mensch.

## Produktion
Der Film entstand 2015 bei Studio Chizu nach Drehbuch und unter Regie von Mamoru Hosoda. Das Charakterdesign entwarfen Daisuke Iga, Mamoru Hosoda und Takaaki Yamashita; die künstlerische Leitung lag bei Takashi Omori, Yohei Takamatsu und Yōichi Nishikawa. Die Musik komponierte Masakatsu Takagi.

## Synchronisation
| Rolle         | Japanischer Sprecher (Seiyū)       | Deutsche Synchronsprecher                   |
| ------------- | ---------------------------------- | ------------------------------------------- |
| Kumatetsu     | Kōji Yakusho                       | Matti Klemm                                 |
| Kyūta/Ren     | Shōta Sometani Aoi Miyazaki (Kind) | Christian Zeiger Luisa Wietzorek (Kind)     |
| Kaede         | Suzu Hirose                        | Lina Rabea Mohr                             |
| Tatara        | Yo Oizumi                          | Tobias Lelle                                |
| Hyakushūbō    | Lily Franky                        | Alexander Doering                           |
| Sōshi         | Masahiko Tsugawa                   | Peter Groeger                               |
| Iōzen         | Kazuhiro Yamaji                    | Hans-Eckart Eckhardt                        |
| Ichirōhiko    | Mamoru Miyano Haru Kuroki (Kind)   | Jeffrey Wipprecht Victoria Frenz (Kind)     |
| Jirōmaru      | Kappei Yamaguchi Momoka Ono (Kind) | Sebastian Kluckert Maximiliane Häcke (Kind) |
| Chiko         | Sumire Morohoshi                   | Cathlen Gawlich                             |
| Kyūtas Mutter | Kumiko Aso                         | Cathlen Gawlich                             |
| Kyūtas Vater  | Keishi Nagatsuka                   | Florian Hoffmann                            |

## Veröffentlichung
Der Film kam am 11. Juli 2015 in die japanischen Kinos, der Vertrieb lag bei Tōhō. Die erste internationale Aufführung war beim Toronto International Film Festival, es folgte das BFI London Film Festival im Oktober 2015. Im Dezember 2014 sicherte sich Gaumont die Verkaufsrechte am Film außerhalb Asiens und die Kinorechte für Frankreich, wo die Kinopremiere am 13. Januar 2016 folgte. In den Vereinigten Staaten kam er am 4. März 2016 in die Kinos.
Universum Film will Der Junge und das Biest am 11. Juli 2016 mit deutscher Synchronisation in 13 Kinos zeigen und ab 29. Juli 2016 auf Blu-ray. Funimation lizenzierte den Anime für eine amerikanische DVD-Veröffentlichung, StudioCanal für Großbritannien und Irland, Madman Entertainment für Australien und Mongrel Media für Kanada. Die deutsche Erstausstrahlung erfolgte am 29. Januar 2021 auf ProSieben Maxx.

## Manga-Adaption
Nach der Geschichte von Mamoru Hosoda gestaltete Renji Asai eine Manga-Serie, die seit dem 25. April 2015 (Ausgabe 6/2015) im Manga-Magazin Shōnen Ace erscheint und bisher (Stand: Juni 2018) vier Bände umfasst. Eine deutsche Übersetzung wird seit Mai 2016 von Tokyopop veröffentlicht. Außerdem erscheint eine englische Fassung bei Yen Press, eine französische bei Kazé und eine spanische bei Planeta DeAgostini.

## Rezeption

### Einspielergebnisse
Am Eröffnungswochenende war der Film auf Platz 1 der japanischen Kinocharts und spielte etwa 5,4 Millionen Dollar ein, bei 492.000 Zuschauern in 457 Vorführungen. Mit einem Einspielergebnis von 48,6 Millionen Dollar war der Film der zweiterfolgreichste in Japan 2015. In den USA war der Anime auf Platz 28 am Eröffnungswochenende und spielte insgesamt 474.000 Dollar ein.

### Kritiken
Die Plattform Rotten Tomatoes ermittelte 87 % positive Kritiken, basierend auf 39 Rezensionen, mit einem Durchschnitt von 7.6/10. Die Berechnung des gewichteten Mittel bei Metacritic ergab eine Bewertung von 65 von 100, besierend auf 13 Kritiken.
Mark Schilling von der The Japan Times schrieb, der Film habe mehr mit Harry-Potter-Filmen gemein, als mit einem üblichen, auf eine weibliche Figur fokussierten Fantasy-Film von Hayao Miyazaki. Die Handlung konzentriere sich auf Kyutas langen Weg, nicht nur stark, sondern auch erwachsen zu werden. Richard Eisenbeis schrieb bei Kotaku, der Anime sei „einerseits ein unterhaltsames Abenteuer über das Erwachsenwerden und andererseits eine exzellente Erkundung des Fantasy-Themas.“ Der Film sei perfekt für alle Altersgruppen, da er jeder etwas zu bieten habe. In der Los Angeles Times schrieb Charles Solomon, die „erfrischende“ Geschichte erzählt von „zwei unsicheren Individuen, die gemeinsam mit Liebe und Disziplin ihren Platz in der Welt finden.“ Peter Debruge nennt den Anime in der Variety einen „action-gefüllten Buddy-Film, der strategisch klug einige der beliebtesten Zutaten japanischer Filme vereint: zerstrittene Teenager, übernatürliche Wesen und epische Kämpfe.“ Peter Keough vom The Boston Globe gibt dem Film 2,5 von 4 Sternen und schrieb, Hosoda gelänge es, eine eklektische Mischung aus verschiedenen bekannten Geschichten und Konzepten originell erscheinen zu lassen, und in der The Washington Post schrieb Pat Padua, es sei die Welt der Menschen und nicht die des Biests, die dem Film seine ergreifenden Momente gebe.
Andy Webster lobt in der The New York Times eindrucksvoll in Szene gesetzte Kämpfe und Hintergründe mit interessanten Perspektiven wie der einer Überwachungskamera. Die Charakterzeichnung und die handlungstragenden Konflikte blieben beliebig. Laut Sherilyn Connelly von The Village Voice arbeitet der Film mit vielem, was man in Animes bereits gesehen habe, und biete dabei nichts neues.